# Spoorlijn Trenčianska Teplá – Vlársky priesmyk

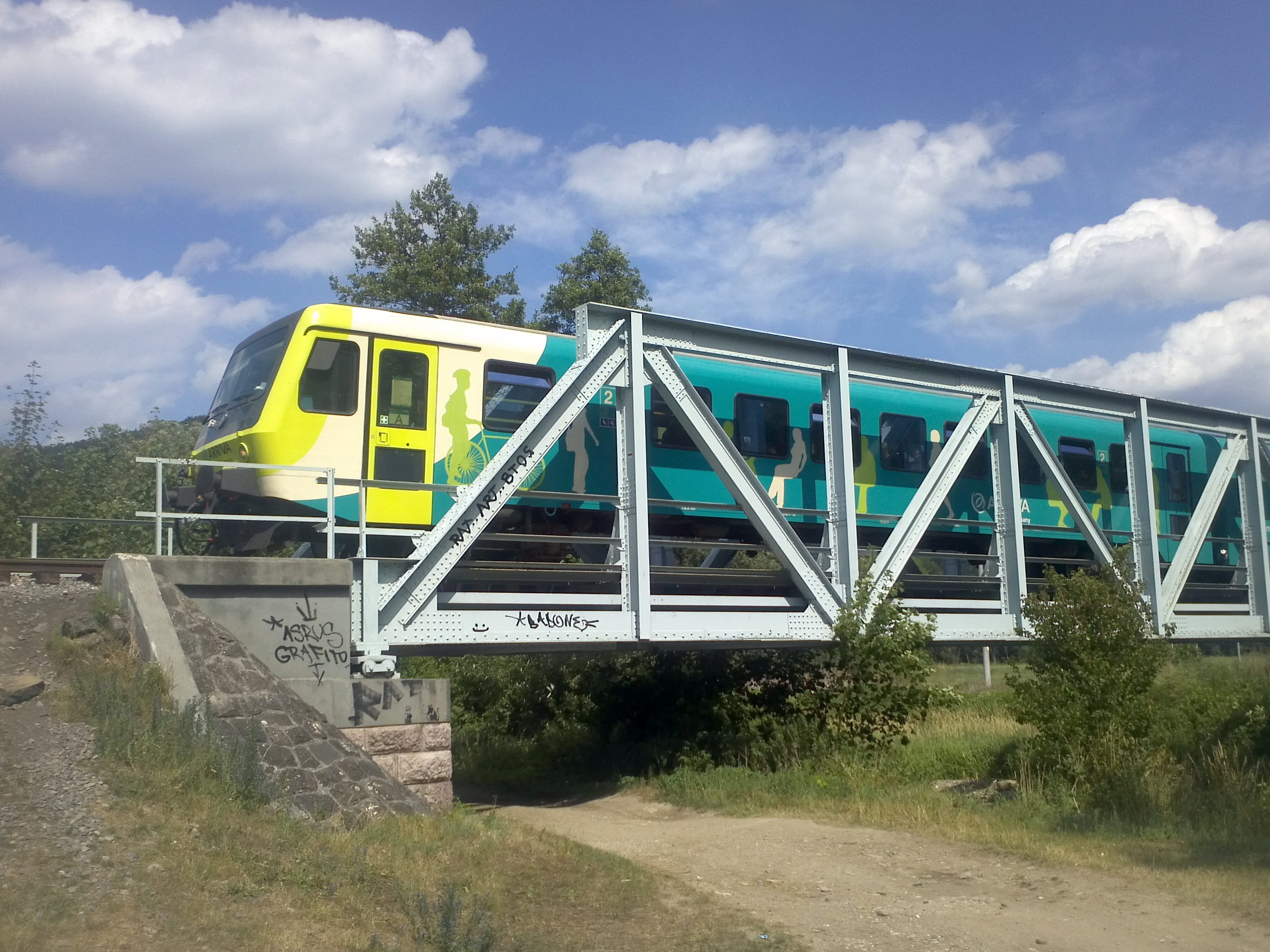
Grensovergang van Horné Srnie - Brug over de Vlár aan de Tsjechisch-Slowaakse grens.jpg

De spoorlijn Trenčianska Teplá - Vlársky priesmyk (lijn 123) is een enkelsporige niet-geëlektrificeerde spoorlijn in het noordwesten van Slowakije. Ze verbindt Trenčianska Teplá via de Vlárapas  met de grensovergang Horné Srnie (Slowakije), en verder met Brumov-Bylnice, Veselí nad Moravou en Brno (Moravië), in Tsjechië. In weerwil van het bestaan van deze rechtstreekse lijn naar Tsjechië, rijden er anno 2024 geen passagierstreinen via deze grensovergang naar dat land.
De lengte van deze spoorweg -ook Vlára-lijn genoemd- is op het Slowaakse grondgebied 12,649 kilometer en de maximum toegelaten snelheid bedraagt 70 km/u.
Ter hoogte van de grensovergang "Horné Srnie" en "Vlársky priesmyk" sluit deze lijn aan, op de Tsjechische lijn naar Brno. De totale lengte van het begin tot het einde, van Trenčianska Teplá tot Brno, bedraagt 179 km.

## Geschiedenis
Van oudsher lag er een weg van het toeristische natuurgebied Považia (Slowakije) naar Moravië langsheen de Vlára-rivier. De aanleg van de spoorlijn die Trenčianska Teplá via de Vlárapas met Brno verbindt, bevestigt het belang van dit dal.
De lijn werd aangelegd in de jaren 1880 en uitgebaat door de Oostenrijks-Hongaarse Staatsspoorwegmaatschappij (StEG).
Het traject Trenčianska Teplá - Uherský Brod (Tsjechië) werd op 28 oktober 1888 in gebruik genomen. Ten tijde van de aanleg waren er -benevens de hoger genoemde lijn- nog de volgende verbindingen tussen het toenmalige Koninkrijk Hongarije en Moravië:
- lijn 110 (Bratislava - Břeclav) en
- lijn 127 (Žilina - Mosty u Jablunkova).[4]

## Stations
- Trenčianska Teplá

Vertakking naar de lijnen:
- 120 (Bratislava - Žilina)

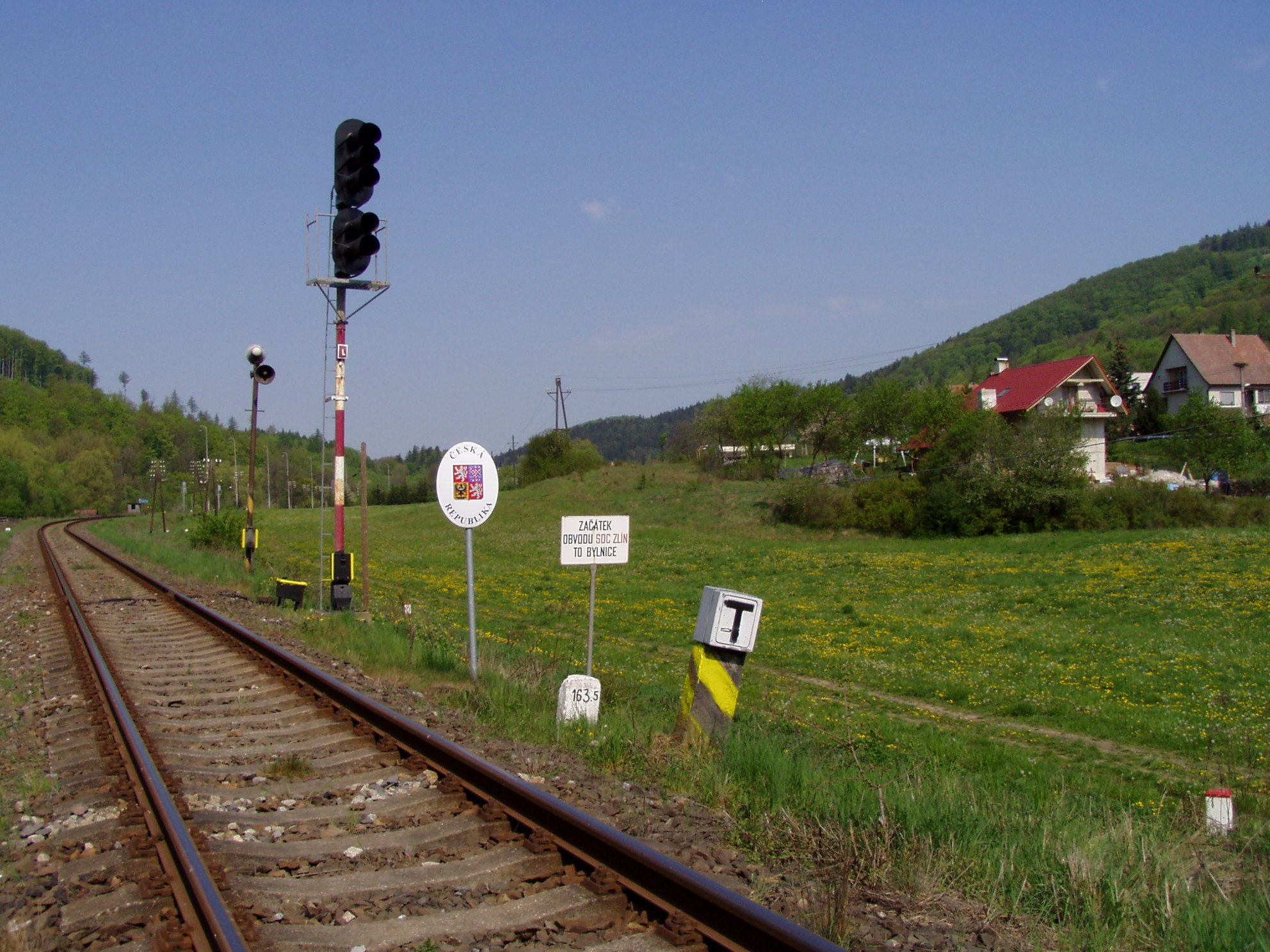
De grensovergang ter hoogte van Vlárský průsmyk (Tsjechië) en Horné Srnie (Slowakije).

- 122 (Trenčianska Teplá - Trenčianske Teplice)
- 124 (Trenčianska Teplá - Lednické Rovne)

- Nemšová

Vertakking naar lijn 124 (Trenčianska Teplá - Lednické Rovne)
- Horné Srnie (Slowakije)
- Vlárský průsmyk (Tsjechië)